# Hylesia bouvereti
Hylesia bouvereti är en fjärilsart som beskrevs av Paul Dognin 1889. Hylesia bouvereti ingår i släktet Hylesia och familjen påfågelsspinnare. Inga underarter finns listade i Catalogue of Life.